# Thallophaga taylorata
Thallophaga taylorata är en fjärilsart som beskrevs av George Duryea Hulst 1896. Thallophaga taylorata ingår i släktet Thallophaga och familjen mätare. Inga underarter finns listade i Catalogue of Life.